# Selección de balonmano de Groenlandia
La Selección de balonmano de Groenlandia es el equipo formado por jugadores de nacionalidad groenlandesa (Dinamarca) que representa a la Federación Groenlandesa de Balonmano en las competiciones internacionales organizadas por la Federación Internacional de Balonmano (IHF) o el Comité Olímpico Internacional (COI). Hasta la fecha, el mayor éxito de este conjunto se corresponde con la tercera posición alcanzada en los Campeonatos Panamericanos de 2002 y 2006.

## Historial

### Juegos Olímpicos
- 1936 - No participó
- 1972 - No participó
- 1976 - No participó
- 1980 - No participó
- 1984 - No participó
- 1988 - No participó
- 1992 - No participó
- 1996 - No participó
- 2000 - No participó
- 2004 - No participó
- 2008 - No participó

### Campeonatos del Mundo
- 1938 - No participó
- 1954 - No participó
- 1958 - No participó
- 1961 - No participó
- 1964 - No participó
- 1967 - No participó
- 1970 - No participó
- 1974 - No participó
- 1978 - No participó
- 1982 - No participó
- 1986 - No participó
- 1990 - No participó
- 1993 - No participó
- 1995 - No participó
- 1997 - No participó
- 1999 - No participó
- 2001 - 20.ª plaza
- 2003 - 24.ª plaza
- 2005 - No participó
- 2007 - 22ª plaza
- 2009 - No participó

### Campeonatos de América
- 1979 - No participó
- 1981 - No participó
- 1983 - No participó
- 1985 - No participó
- 1989 - No participó
- 1994 - No participó
- 1996 - No participó
- 1998 - 5.ª plaza
- 2000 - 5.ª plaza
- 2002 -  Tercera
- 2004 - 6.ª plaza
- 2006 -  Tercera
- 2008 - 5.ª plaza

### Campeonato Norteamericano y Caribeño de Balonmano Masculino
- 2014 -  Primero
- 2018 - No participó
- 2022 -  Segundo